# Elecciones federales de México de 2015 en Baja California
Las Elecciones federales en Baja California de 2015 se llevó a cabo el domingo 7 de junio de 2015, y en ellas serán renovados los titulares de los siguientes cargos de elección popular del estado mexicano de Baja California:
Diputados Federales de Baja California: 8 Electos por mayoría relativa elegidos en cada uno de los Distritos electorales, mientras otros son elegidos mediante representación proporcional.

## Organización

### Distritación
|                                                 |          |
| Distrito                                        | Cabecera |
| Distrito electoral federal 1 de Baja California | Mexicali |
| Distrito electoral federal 2 de Baja California | Mexicali |
| Distrito electoral federal 3 de Baja California | Ensenada |
| Distrito electoral federal 4 de Baja California | Tijuana  |
| Distrito electoral federal 5 de Baja California | Tijuana  |
| Distrito electoral federal 6 de Baja California | Tijuana  |
| Distrito electoral federal 7 de Baja California | Mexicali |
| Distrito electoral federal 8 de Baja California | Rosarito |

## Candidatos
Diez partidos políticos nacionales tendrán la posibilidad de registrar candidatos, de manera individual, formando coaliciones electorales entre dos o más partidos, o registrando candidaturas comunes, es decir registrar a un mismo candidato aunque cada partido compita de manera independiente. También podrán ser registradas candidaturas ciudadanas, si estos cumplieron los requisitos que fueron establecidos por el INE.

## Diputados por Representación Proporcional
| Partido/Coalición | Partido/Coalición                           | Candidato                                                                      |
| ----------------- | ------------------------------------------- | ------------------------------------------------------------------------------ |
|                   | Partido Acción Nacional                     | José Teodoro Barraza López, Gina Andrea Cruz Blackedge y José Oscar Vega Marín |
|                   | Partido de la Revolución Democrática        | Guadalupe Acosta Naranjo, Hortensia Aragón y Juan Carlos Guerrero              |
|                   | Compromiso por México                       | Marco Antonio García Ayala y Nancy Guadalupe Sánchez Arredondo                 |
|                   | Partido Encuentro Social de Baja California | Rodolfo Olimpo Hernández Bojórquez                                             |
|                   | Partido Humanista                           | Ignacio Sigala Quintero, Luis Gascón Fonseca y Carlos Felipe Vázquez Cordero   |

## Encuestas
| Fecha     | Elaborada por     |     |     |      |      |      |      |      |      |     | Indecisos |
| Mayo/2015 | El Tijuanense.com | 31% | 23% | 5%   | 8%   | 2%   | 3%   | 3%   | 5%   | 21% | -         |
| Mayo/2015 | InfoBaja          | 35% | 27% | 4.6% | 2.4% | 1.2% | 3.3% | 1.8% | 2.3% | 7%  | 14%       |